# Jakob Lindenau

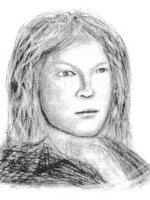
Jakob Lindenau

Jakob Johann Lindenau (russisch Якоб Иоганн (Яков Иванович) Линденау; * um 1700; † 1795 in Ust-Ossa, Gouvernement Irkutsk) war ein russischer Forschungsreisender und Ethnograph.

## Leben
Lindenaus kursächsischer Vater war in Livland schwedischer Staatsbürger geworden und lebte in Moskau und dann in Pernau.
Lindenau ging 1730 nach Westeuropa und erweiterte seine Bildung insbesondere in Hamburg und Lübeck. Nach der Rückkehr eröffnete er 1732 in St. Petersburg eine Naturwissenschaft-Schule für Kinder. 1737 erhielt er eine Anstellung als Dolmetscher in der Senatskanzlei.
Ab 1739 nahm Lindenau als Veterinär-Praporschtschik unter der Führung Gerhard Friedrich Müllers, Johann Eberhard Fischers und Georg Wilhelm Stellers an der Zweiten Kamtschatkaexpedition teil und dolmetschte deutsch und lateinisch. Auch verfasste er etliche geographische und ethnographische Beschreibungen der Örtlichkeiten und Völker Sibiriens zwischen Irkutsk und Ochotsk, insbesondere der Jakuten und Tungusen. Nach der Rückkehr 1746 nach St. Petersburg stellte er der Akademie der Wissenschaften seine Forschungsergebnisse vor, die Fjodor Soimonow sehr schätzte.
Lindenau wurde 1747 zum Praporschtschik befördert und auf eigenen Wunsch nach Moskau zum Sibirien-Amt geschickt. Bald folgte die Ernennung zum Verwalter des Bezirks und der Festung Balagansk bei Irkutsk. 1749 erbat er von Kaiserin Elisabeth die Verleihung eines Grundstücks zur ewigen Nutzung in Ust-Ossa bei Irkutsk, um sich dort mit seiner Frau und seinen Kindern niederzulassen. Seine Bitte wurde 1764 von Kaiserin Katharina II. erfüllt.
Von 1753 bis 1764 arbeitete Lindenau in der Kanzlei des Generalgouverneurs der Provinz Irkutsk des Gouvernements Sibirien, die später das Gouvernement Irkutsk wurde. Er führte das Prüfungswesen und das Rechnungswesen. Dazu kamen 1762 die Salzangelegenheiten. Auch war er für die Lieferung von Salpeter an die Glashütte Talzy zuständig.
Lindenau starb 1795 in seinem Haus, das in Brand geriet. Dabei verbrannte auch sein wertvolles Archiv.
Lindenau hinterließ eine Tochter und sechs Söhne. Einige seiner Nachkommen behielten den Namen Lindenau bei, während andere den russischen Namen Lendenew annahmen.
Lindenaus Manuskripte befinden sich im Moskauer Zentralarchiv der alten Akten und im Archiv der Jakutischen Filiale der Russischen Akademie der Wissenschaften. Lindenaus deutscher Bericht über die Völker Sibiriens wurde übersetzt und 1983 in Magadan veröffentlicht.